# 2022년 모스크바 집회
"나치 없는 세상을 위하여"(러시아어: «Zа мир без нацизма» 자 미르 베스 나치즈마[*])는 2022년 3월 18일, 러시아 연방의 크림반도 병합 8주년을 기념하기 위해 모스크바 루즈니키 스타디움에서 개최된 정치 집회 및 콘서트이다. 대통령 블라디미르 푸틴은 모스크바 시 경찰 추산 200,000명의 군중이 모인 행사에서 연설로 러시아의 우크라이나 침공을 정당화하고 러시아군을 치하했다. BBC와 모스크바 타임즈를 비롯한 방송국 지부는, 공무원들이 행사장에 동원되고 다른 참석자들은 수당을 받고 왔거나 강제로 참석했다고 보도했다.

## 행사

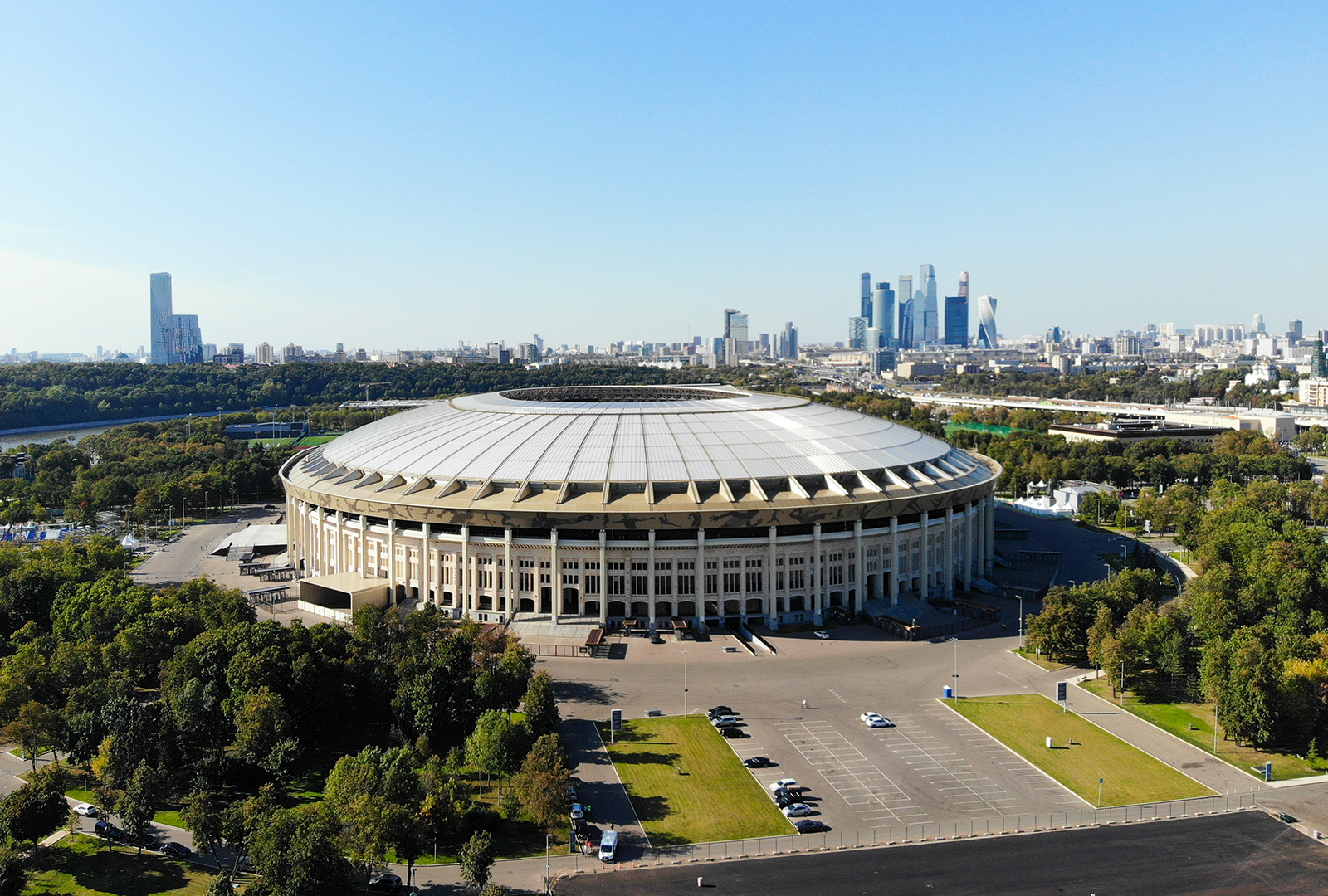
행사가 개최된 루즈니키 스타디움

경기장과 무대에는 "나치 없는 세상을 위하여",  "우리의 대통령을 위하여", "러시아를 위하여",  등의 표어가 걸려 있었으나, 보통 키릴 문자 'З' 자가 있어야 할 자리에 대문자로 된 로마자 'Z' 자가 들어가 있었다. 일부 표지에는 성 게오르기우스 리본 스타일로 된 Z 자가 해시태그 #СвоихНеБросаем ("우리는 우리 것을 포기하지 않는다"라는 의미)와 같이 걸려 있었다.
《프랑스 통신사》가 "극도로 반서구적이고 소련에 대한 향수로 가득 차 있다"고 묘사한 집회의 내용은 애국심, 영웅심, 군대에 대한 지원을 강조하는 것이었다. 전 유로비전 참가자 폴리나 가가리나는 2015년 영화 《1941: 세바스토폴 상륙작전》의 〈쿠쿠슈카〉 커버곡을 불렀다. 러시아 밴드 류베는 애국심을 고취하는 곡을 공연했고, 올레크 가즈마노프는 〈Born in the USSR〉 (Сделан в СССР)을 불렀으며, 러시아 배우 블라디미르 마시코프는 표도르 튜체프가 1867년 5월에 지은 시 "헛된 것. 그들을 이해할 수 있을 리가. (Напрасный труд — нет, их не вразумишь...) "를 낭송했다. 다른 연사로는 "이것은 현재 쓰레기들과 싸우는 우리 소년들을 위한 것입니다."라고 말한 《RT》 편집장 마르가리타 시모냔, "돈바스에서 무기를 들고 러시아 시민을 지키는 사람들에게 감사를 표합니다. (중략) 세계의 절반이 우리에 대항하여 단결했지만 러시아는 강한 나라입니다."라고 발언한 모스크바 시장 세르게이 소뱌닌, 러시아가 "평화를 수호하고 악과 싸우는 나라이자 국가"라던 외무부 대변인 마리야 자하로바 등이 있다. 많은 연사들은 'Z'자로 된 성 게오르기우스 리본을 달았다.
2022년 베이징 올림픽에서 최근 귀국한 몇몇 선수를 포함하여 수많은 러시아 올림픽 선수들이 집회에 참가했다. 그들이 무대 위에 있는 동안 러시아 국가가 연주되었다. 이는 이는 국가 차원에서 벌인 도핑 사태로 인해 이전 세 번의 올림픽에서 국가 연주가 금지된 것을 참작한 것이다. 참가 선수는 크로스 컨트리 스키 선수 알렉산더 볼슈노프, 피겨 스케이팅 선수 (니키타 카찰라포프, 블라디미르 모로조프, 빅토리야 시니치나, 예브게니야 타라소바), 리듬 체조 선수 (디나 아베리나와 아리나 아베리나), 그리고 수영 선수 예브게니 릴로프이다. 2022년 도하 월드컵에서 'Z' 표식을 부착하여 국제체조연맹 징계 절차를 밟고 있던 러시아 체조 선수 이반 쿨리악은 올림픽에 출전한 적이 없지만, 집회에서 올림픽 메달을 걸었다.
이번 집회에서는 러시아 대통령 블라디미르 푸틴이 우크라이나 침공 이후 처음으로 공개석상에 모습을 드러냈다. 푸틴은 러시아 헌법 조문 인용으로 연설을 시작하며 "크림반도와 세바스토폴 국민"을 치하하고 크림 병합으로 "축복받은 기념일"이 되기를 기원한다고 말했다. 그는 우크라이나가 제공했던 "잔여 자산" 대신 러시아가 "크림반도를 굴욕적인 위치에서 끌어낼 필요가 있다"고 주장하며, 해당 지역의 재정 및 기반 시설에 대해 논했다. 푸틴은 우크라이나가 돈바스인들을 "대량학살"했다고도 주장하고, 성경의 요한복음 15장 중 "더 큰 사랑은 없다"라는 구절을 인용했다. 마지막으로 푸틴은 표도르 우샤코프의 생일이 2022년 우크라이나 침공이 시작된 2월 24일이라고 언급했다. 러시아 24의 연설 송출 도중 기술적인 문제로 방송이 잠시 중단되기도 했다.

## 반응
우크라이나 대통령 볼로디미르 젤렌스키는 3월 19일 공개된 영상 메시지에서 이 집회를 언급했다.
크림반도 점령 기념일과 관련하여 오늘 모스크바에서 많은 말들이 들려왔습니다. 큰 집회가 열렸습니다. 그리고 저는 한 가지 세부 사항에 주목하고 싶습니다. 러시아의 수도에서 열린 이번 집회에는 총 20만여명이 참여한 것으로 알려졌습니다. 거리에는 10만 명, 경기장에는 9만 5천 명 정도가 있습니다. 대략 같은 수의 러시아군이 우크라이나 침공에 관여했습니다. 모스크바의 경기장에 14,000명의 시신과 수만 명의 부상자가 있다고 상상해보십시오. 이 침공으로 이미 많은 러시아인들이 목숨을 잃었습니다. 이것이 전쟁의 대가입니다. 이제 3주가 조금 넘었습니다. 전쟁은 끝나야 합니다.

푸틴 대통령은 발언 중 성경 구절과 러시아 군대의 역사를 언급했는데, 이는 지도자가 러시아 민족주의 정체성 형성에 종교와 역사를 끌어다 쓰는 패턴을 반영하는 것으로 보였다. 전 미국 대통령 도널드 트럼프의 지지자이자 보수적인 미국 정치 평론가 숀 해니티는, 이 집회는 푸틴이 "자신의 편 도널드 트럼프에게 전달하기 위한" 것으로 보인다고 말했다. 반면 진보 언론 《허프포스트》는 이 집회를 두고 "두렵고" "불길하다"고 서술하며 푸틴은 "완전한 독재자 모드"라고 말했다. 푸틴은 집회에서 13,000달러로 보이는 로로 피아나 파카를 착용한 것으로도 비판을 받았다.
집회에 참가한 선수들은 러시아 국외의 언론으로부터 비판을 받았다. 《타임즈》는 선수들을 두고 "찬전 프로파간다 집회"에서 "러시아 대통령의 식전 행사로 루즈니키 스타디움에서 행진하고 있다"고 서술했다. 릴로프는 "수중 스포츠의 평판을 실추시켰다"는 이유로 FINA의 조사를 받았고 스피도와의 후원 계약이 취소되었다. 스피도는 릴로프의 남은 자금을 유엔 난민 기구에 기부할 것이라고 말했다. 일부 운동 선수들이 SNS에 게시한 사진에서는 그들이 달고 있던 "Z" 기호가 흐려져 있었다. 이는 러시아 젊은이들이 전쟁을 지지하지 않는다는 뜻으로 해석되었다. 우크라이나의 올림픽 메달리스트 올레흐 베르냐예우는 따내지 못한 올림픽 메달을 달고 참석한 쿨리악을 비판했다. 우크라이나의 세계 기록 수영 선수 안드리 고보로프는 그의 친구 릴로프가 집회에 참석하여 "Z" 기호를 달은 것을 보고 "가슴이 아프다"고 소감을 남겼다. 우크라이나의 아이스댄서 올렉산드라 나자로바와 막심 니키틴은 "얼마 전 어려운 올림픽 시즌에 우리가 그들을 지지했지만, 이제는 그들이 우리와 조국에 대한 전쟁을 지지한다"며 피겨 스케이팅 선수들의 참가를 비판했다.

## 같이 보기
- 탈나치화
- 뉘른베르크 전당대회